# Florence Austral

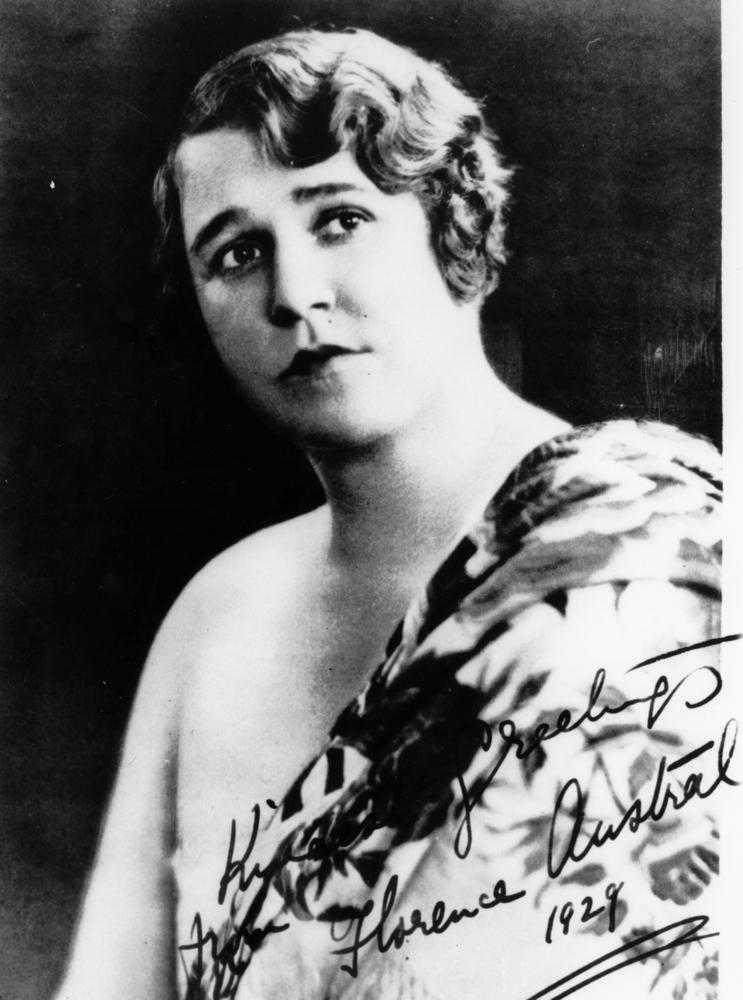
Florence Austral (1929)

Florence Mary Austral, född Wilson 26 april 1892, död 15 maj 1968, var en australisk operasångerska (mezzosopran).
Florence Austral debuterade 1922 som Brynhilde och vann stor framgång. Hon sjöng även bland annat Isolde och Aida och deltog i de årliga Händelkonserterna i Storbritannien.